# ژیمناستیک در المپیک تابستانی ۱۹۲۰
ژیمناستیک در بازی‌های المپیک تابستانی ۱۹۲۰ نام رویداد ورزش ژیمناستیک در بازی‌های المپیک تابستانی بود که در سال ۱۹۲۰ برگزار شد.

## نتایج
| بازی‌ها             | طلا | نقره | برنز |
| انفرادی تمام اسباب | جورجو زامپوری · ایتالیا | مارکو تورس · فرانسه | ژان گونو · فرانسه |
| تیمی تمام اسباب    | ایتالیا (ITA) · آرنالدو آندرئولی · اتوره بلوتو · پیترو بیانکی · فرناندو بوناتی · لوئیجی کامبیاسو · لوئیجی کونتسی · کارلو کوستییولو · لوئیجی کوستییلو · جوزپه دومنیکلی · روبرتو فراری · کارلو فرگوسی · روموئالدو گیلیونه · آمبروجو لواتی · فرانچسکو لوی · ویتوریو لوکتی · لوئیجی مایوکو · فردیناندو ماندرینی · لورزنو مانجانته · آنتونیو ماروولی · میکله ماسترومارینو · جوزپه پاریس · مانلیو پاستورینی · اتزیو روسلی · پائولو سالوی · جووانی توبینو · جورجو زامپوری · آنجلو زورتزی | بلژیک (BEL) · اوژن اوورکرن · تئوفیل باوئر · فرانسوا کلسنس · اوگوستوس کوتمان · فرانس گیبنز · آلبرت هیپرس · دومین یاکوب · فلیسین کمپنرس · ژول لابئو · اوبر لافورتون · اوگوست لوندریو · شارل لنی · کونستانت لوریوت · نیکولاس موئرلوس · فردیناند مینارت · لوئی استوپ · ژان فن خویسه · آلفونس فن مله · فرانسوا وربوون · ژان وربوون · جولین وردونک · ژوزف ورستاتن · ژرژ ویوکس · ژولیانوس واخمانس                                   | فرانسه (FRA) · ژرژ برژه · امیل بوشه · رنه بولانژه · آلفرد بوین · اوژن کوردونیه · لئون دلسارت · لوسیان دمانه · پل دورن · ویکتور دووان · فرنان فوکونیه · آرتور ارمان · آلبر ارسوآ · آلفونس ایژلان · اوگوست اوئل · لویی کمپ · ژرژ لاگوژ · پولن لومر · ارنست لسپیناس · امیل مارتل · ژول پیرارد · اوژن پوله · ژرژ تورنئر · مارکو تورس · فرانسوا والکر · ژولین وارتل · پل وارتل |
| تیمی، سیستم آزاد   | دانمارک (DEN) · گئو البرتسن · رودولف اندرسن · ویگو دیبرن · او فرنسن · هوگو هلستن · هری هولم · هرول ینسون · روبرت یونسن · کریستین یول · ویلهلم لانگه · اسوند مسن · پیده مارکوسن · پیده موله · نیلس تورین نیلسن · استین اولسن · کریستیان پدرسن · هنس رونه · هری سوئنسن · کریستین تومس · کنو فمیئن · | نروژ (NOR) · آلف آنینگ · کارل آس · یورگن آندرسن · گوستاو بایر · یورگن بیورنستاد · آسبیورن بودال · ایلرت بوهم · تریگوه بویسن · اینگولف دیویدسن · هوکون اندرسون · جیکوب ارستاد · هارالد فرستاد · هرمن هلگسن · پیتر هول · اوتو یوهانسن · یون آنکر یوهانسون · توربیورن کریستورسن · هنریک نیلسن · یاکوب اوپدال · آرتور ریدستورم · فریتیوف سلن · بیورن شرپه · ویلهلم استفنسن · اولاف سوندال · ریدار تونسبرگ · لاوریتز ویگاند-لارسن | شرکت کننده دیگری وجود نداشت |
| تیمی، سیتم سوئدی   | سوئد (SWE) · فاوستو آکه · آلبرت اندرشون · آروید اندرسون-هولتمن · هلگه باکاندر · بنگت بنتسون · فابیان بیورک · اریک شارپنتیر · استوره اریکسون · کونراد گرانستروم · هلگه گوستافسون · اوکه هاگر · توره هدمن · اسون یونسون · اسون-اولوف یونسون · کارل لیندال · ادموند لیندمارک · بنگت موبری · فرانس پرشون · کلاس سارنر · کورت خوبری · گونار سودرلیند · یون سورنسون · آلف اسونسن · گوستا تورنر                                                                                          | دانمارک (DEN) · یوهانس بیئک · فرده هنسن · فردریک هنسن · کریستین هنسن · هنس یاکوبسن · او یوئنسن · آلفرد فروکیه یوئنسن · آلفرد اوله‌روب یوئرنسن · آنه یوئنسن · کنو کیئگلوگه · ینس لمبگ · کریستین لارسن · کریستین مسن · نیلس اریک نیلسن · نیلس کریستین نیلسن · دونس پیدرسن · هانس پدرسن · یوهانس پیدرسن · پیتر دورف پیدرسن · راسموس راسموسن · هنس کریستین سوئنسن · هنس لائوریدس سوئنسن · سوئن سوئنسن · گئو وست · او ولده         | بلژیک (BEL) · پل آرتس · لئون برونکارت · لئوپولد کلابوتس · ژان-بتیست کلسنس · لئون دارین · لوسین دوئو · ارنست دلو · امیل دوبواسون · ارنست دوروی · ژوزف فیمس · مارسل هانسن · لوئیس هنین · اومر هوفمن · فلیکس لوگیست · شارل مرشالک · رونه پنهاویسن · آرنولد پیرت · رونه پشار · گاسپار پیروته · اوگوستن پلویی · لئوپولد سون · ادوار تیمان · پیر تیریا · هنری فرهافرت           |

## جدول مدال‌ها
| رتبه  | کشور          | طلا | نقره | برنز | مجموع |
| ۱     | ایتالیا (ITA) | ۲   | ۰    | ۰    | ۲     |
| ۲     | دانمارک (DEN) | ۱   | ۱    | ۰    | ۲     |
| ۳     | سوئد (SWE)    | ۱   | ۰    | ۰    | ۱     |
| ۴     | فرانسه (FRA)  | ۰   | ۱    | ۲    | ۳     |
| ۵     | بلژیک (BEL)   | ۰   | ۱    | ۱    | ۲     |
| ۶     | نروژ (NOR)    | ۰   | ۱    | ۰    | ۱     |
|       |               |     |      |      |       |
| مجموع | مجموع         | ۴   | ۴    | ۳    | ۱۱    |

## کشورهای شرکت کننده
۲۵۰ ورزشکار از ۱۱ کشور در این مسابقات به رقابت با یک دیگر پرداختند.
- بلژیک (۴۸)
- چکسلواکی (۱۶)
- دانمارک (۴۵)
- مصر (۲)
- فرانسه (۲۹)
- بریتانیای کبیر (۲۷)
- ایتالیا (۲۷)
- موناکو (۲)
- نروژ (۲۶)
- سوئد (۲۴)
- ایالات متحده آمریکا (۴)